# ライブドアパブリッシング

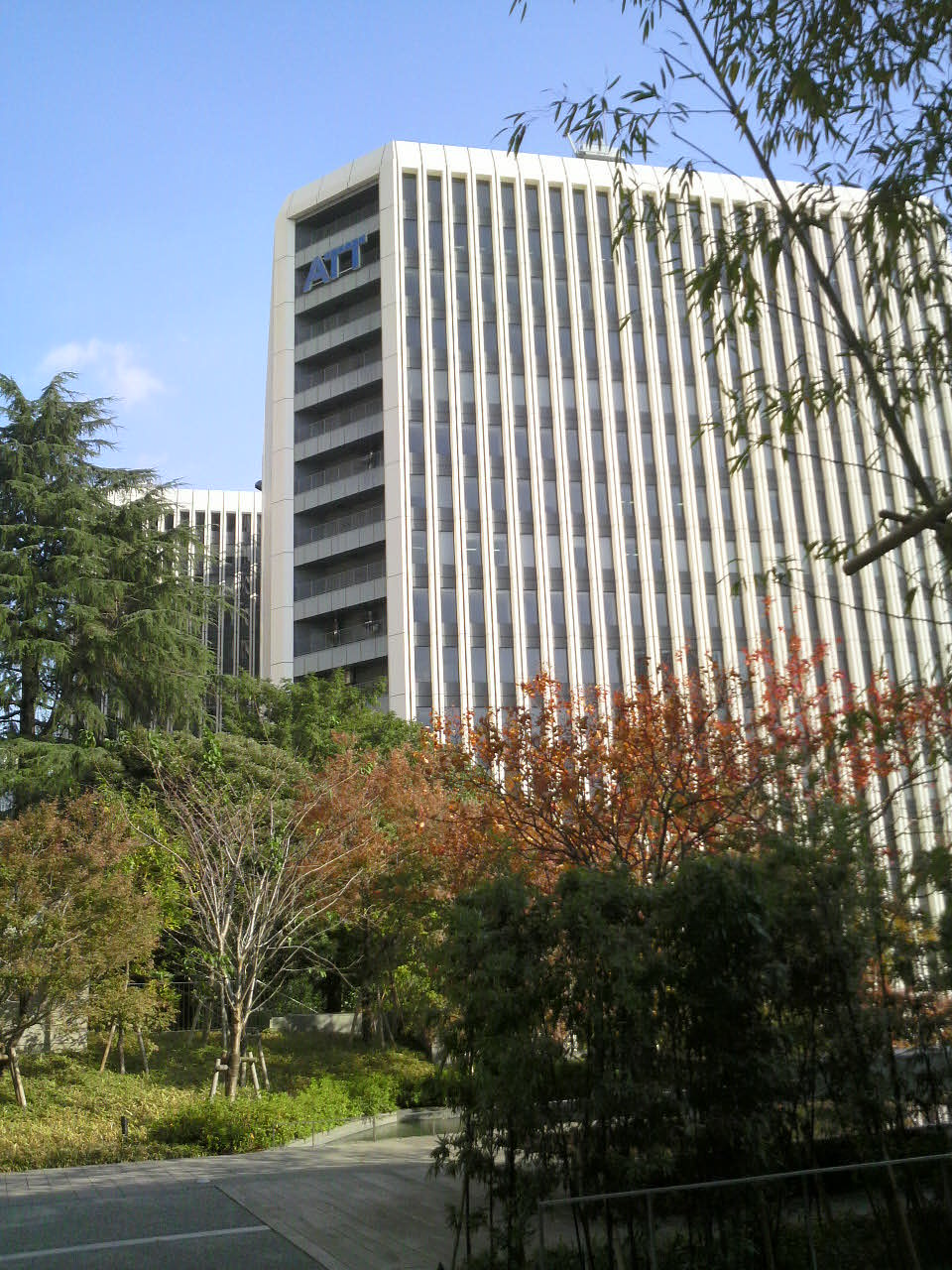
本社の入居する
赤坂ツインタワー

株式会社ライブドアパブリッシング（らいぶどあぱぶりっしんぐ、英文社名：livedoor Publishing Co.,Ltd.）は、東京都港区に本社を置くライブドアグループの出版会社である。

## 概要
ライブドアと出版業界準大手の幻冬舎ルネッサンスとの合弁会社として、2005年2月に設立された。ライブドアが運営するブログサービス「livedoor Blog」の記事の書籍化が主幹事業となっているが、他にライブドア元社長堀江貴文の著書をはじめ各種一般書の発行も行っている。
ライブドア事件時には書籍の刊行を見合わせたが、2007年9月より出版業務を再開した。（出版再始動宣言）。再開第一弾は、魔法のiらんど発のケータイ小説『命の輝き』（未来 著）である。

## 沿革
- 2005年2月1日 - 会社設立
- 2007年7月30日 - 本社を六本木ヒルズ森タワーから赤坂ツインタワーに移転
- 2007年12月20日 - 代表取締役社長に益村雄二が就任

## 刊行書籍
- 『僕は死なない』（堀江貴文 著）
- 『堀江式英単語学習帳　ホリタン』（堀江貴文 著）
- 『さきっちょ&はあちゅう　恋の悪あが記SuperEdition』（中川早紀・伊藤春香 著）
- 『はるさんマイラブ～離婚したので犬を飼うことにした』（神田 謙 著）
- 『くるくるスイーツ!～あなたもきっと「お取り寄せ」したくなる!』（青山治恵・山下 誠 著）
- 『ダメよ ダメダメ ダメ教員! 山陰より愛をこめて』(井山幸大 著）
- 『あなたの診察、録音しました。精神科医との実況生中継!』（優月 葵 著）
- 『堀江式英熟語学習帳　ホリジュク』（堀江貴文 著）
- 『東京グルメ　2005-2006』（ライブドアグルメ 編）
- 『ホリエモンの想定外のうまい店』（堀江貴文 編）
- 『アンチエイジング・ダイエット』（伊達友美 著）
- 『堀江式速読トレーニング』（堀江貴文 著）
- 『やおよろず帖　和のお告げ』(あらしおやしおじやおあい研究所 著）
- 『教えてください!!』（OKWeb 選）
- 『現代用語の新知識』（新しい現代用語選定委員会・Shu-Thang Grafix 著）
- 『たのしい犬生活』（dami 著）
- 『MBA流キャバクラ経営術』（サイモン・バーソロミュー・カワシマ 著）
- 『教えます! 勝ち組になる仕事の選び方』（興味津々丸 著）
- 『livedoor? 何だ?この会社』（株式会社ライブドア 著）
- 『二桁のかけ算　一九一九（イクイク）』（かえるさんとガビンさん 著）
- 『トーキョー焼肉エクスプローラー』（YAKINIQUEST 著）
- 『自殺する前に読む本』（ギル・バート 著）
- 『ビジネスサプリ』（ギル・バート 著）
- 『実践!　おひとりさま道』（葉石かおり 著）
- 『就活力　企業が求める5つの力　50の行動』（鈴木賞子 著）
- 『美人のミナモト』（食生活向上委員会 著）
- 『中学受験Bible　わが子を勝ち組にするための珠玉の方法論』（荘司雅彦 著）
- 『立ち飲み天国　東京篇』（さくらいよしえ 著）
- 『緊急発売! 負けた。9.11総選挙』（ギル・バート 著）
- 『仕事に克つ論理力　東大合格請負人の思考プロセス』（米谷達也 著）
- 『ニート脱出の投資戦略　バリュー株で億万長者へ』（てぃ～ん 著）
- 『一桁×二桁のかけ算　九一九』（かえるさんとガビンさん 著）
- 『ノーディスク・ミュージックガイド』（No Disc Music Guides 著）
- 『日本でオンリーワンになるためのハローワーク　伝統工芸を継ぐ』（ギル・バート 著）
- 『ピンボケ』（信太虹郎・ギル・バート 著）
- 『ネットで稼ぐ人のための日本一わかりやすい確定申告!』（今瀬ヤスオ・今瀬オサム・鈴木比呂志 著）